# Alderängarna
Alderängarna är ett naturreservat i Mora kommun i Dalarnas län.
Området är naturskyddat sedan 1998 och är 115 hektar stort. Reservatet ligger norr om Österdalälven består till del av älven men också av klapperstensstränder, ängar, källor och kärr.  Västra Alderängarnas naturreservat bildades 2020 och ligger just väster om detta reservat.